# Флаг Отрадо-Кубанского сельского поселения
Флаг муниципального образования Отра́до-Куба́нское сельское поселение Гулькевичского района Краснодарского края Российской Федерации — опознавательно-правовой знак, служащий официальным символом муниципального образования.
Флаг утверждён 1 сентября 2006 года и 31 октября 2006 года внесён в Государственный геральдический регистр Российской Федерации с присвоением регистрационного номера 2650.

## Описание
«Прямоугольное полотнище с отношением ширины к длине 2:3, зелёного цвета с узкими чёрно-белой вдоль верхнего и жёлтого вдоль нижнего краёв полосами полотнища, между ними расположена пентаграмма из герба Отрадо-Кубанского сельского поселения».

## Обоснование символики
Флаг языком символов и аллегорий отражает исторические, культурные и экономические особенности сельского поселения.
Сельское поселение сформировано из пяти населённых пунктов: село Отрадо-Кубанское, посёлок Ботаника и хуторов Мирный Пахарь, Прогресс, Старомавринский, что показано пятью жёлтыми початками кукурузы образующими единую фигуру (пятиконечную звезду). Звезда издавна служила символом вечности, а позднее — символом высоких устремлений, идеалов. Пятиконечная звезда в территориальных флагах, как правило, символизирует республиканское устройство.
Жёлтый цвет (золото) — символ урожая, богатства, стабильности, уважения, интеллекта.
Заполненное красным цветом внутреннее пространство пентаграммы символизирует общность трудовой деятельности, самоотверженности в годы лихолетья населения сельского поселения.
Красный цвет — символ солнца, тепла, красоты, труда.
По территории сельского поселения проходят две федеральные трассы железнодорожная и автомобильная — это показано двумя полосами. Первая — чёрно-белая и вторая — жёлтая.
Белый цвет (серебро) — символ чистоты, совершенства, мира и взаимопонимания.
На территории сельского поселения расположена Кубанская опытная станция ВИР (Всероссийский научно-исследовательский институт растениеводства) организованная в 1924 году академиком Н. И. Вавиловым, чьё имя теперь носит этот институт. Эта станция расположена в посёлке Ботаника (посёлок назван по научной деятельности института). На опытной станции хранятся образцы семян возделываемых растений и их диких сородичей. Кубанская опытная станция ВИР стала одним из ведущих научно-исследовательским учреждением в системе Всероссийского НИИ растениеводства имени Н. И. Вавилова по мобилизации, сохранению, комплексному изучению растительных ресурсов мира.
Зелёный цвет символизирует жизнь, надежду, долголетие, здоровье, зелёные степные просторы.